# アブライ・ハン

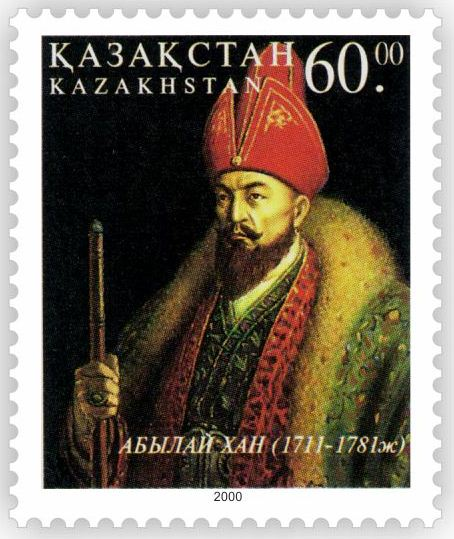
カザフスタン 切手, アブライ・ハン, 2001年 (Michel 317)

アブライ・ハン（カザフ語：Абылай (Әбілмансұр) хан；1711年 - 1781年）は、カザフ中ジュズのハンである。カザフ・ハン国の創設者ジャニベクの子孫の有力家系に生まれ、18世紀前半にカザフ民兵を率いジュンガルと戦った有能な治世者にして指揮官であった。幼名はAbulmansur。

## 概要
アブライ・ハンは1720年から1750年までに発生した主な戦闘にすべて参加し、人々から"batyr"（英雄）と称えられた。アブライは強い、独立したカザフ民族の国を作るべく奮闘し、統一されたカザフ人を率い、カザフスタンを国家として中央集権化を進めた。1771年に行われたカザフ3部族（ジュズ、100の意）の代表者会議でアブライはカザフのハンに選ばれた。
清のジュンガル討伐に対し、アブライは中立を保つことを決めた。ジュンガルが清朝によって滅族されると、アブライは清に服従を誓った。アブライはカザフのハンとして清とロシア帝国の両方から承認された。アブライは1781年に死に、ホージャ・アフマド・ヤサヴィー廟に埋葬された。
アブライの子孫は未だにカザフスタンにおり、チョカン・ワリハーノフがその一人である。
アブライの人生を題材にした映画『レッド・ウォリアー』が2005年にカザフスタンで製作された。また、100テンゲ紙幣に肖像が使用されている。